# パートリッジ (駆逐艦・2代)
| 画像をアップロード |                                |
| 艦歴               |                                |
| 発注               | 1939年10月20日                 |
| 起工               | 1940年6月3日                   |
| 進水               | 1941年8月5日                   |
| 就役               | 1942年2月22日                  |
| 退役               |                                |
| その後             | 1942年12月18日に戦没           |
| 除籍               |                                |
| 性能諸元           |                                |
| 排水量             | 基準 1,540トン、満載 2,625トン |
| 全長               | 105.2m (345 ft)                |
| 全幅               | 10.7m (35 ft)                  |
| 吃水               | 4.1m (13.5 ft)                 |
| 機関               |                                |
| 最大速             | 37ノット                       |
| 乗員               | 176名以上                      |
| 兵装               |                                |

パートリッジ (HMS Partridge, G30) はイギリス海軍の駆逐艦。P級。

## 艦歴
1940年6月3日起工。1941年8月5日進水。1942年2月22日就役。
1942年6月、ハープーン作戦に参加。6月15日、イタリア艦隊の攻撃で大破。
1942年12月18日、オラン西方沖でドイツ潜水艦「U565」の雷撃により撃沈された。